# Beyond Vision
Beyond Vision (BV)-Sistemas Móveis Autónomos de Realidade Aumentada, S.A. é uma empresa de tecnologia especializada no desenvolvimento de Veículos Aéreos Não Tripulados (UAVs) e soluções relacionadas. O foco da empresa na inovação levou ao desenvolvimento de novas aeronaves que utilizam vários sistemas de comunicação, incluindo Herelink, LoRa, 4G e 5G, bem como a integração de inteligência artificial. A empresa também desenvolveu uma plataforma de gestão de ativos na nuvem denominada beXStream, que combina sistemas de IA com automação convencional para ajudar a gerir e otimizar os ativos no terreno. A Beyond Vision recebeu vários financiamentos e prémios, incluindo financiamento de projetos da União Europeia (UE) como o Horizon2020, o que permitiu à empresa aprofundar a sua investigação e desenvolvimento.

## História
A Beyond Vision foi fundada em agosto de 2013 em Portugal por uma equipa de especialistas em engenharia eletrotécnica e informática do Grupo PDM. A empresa tem desenvolvido ao longo dos anos aplicações relacionadas com a agricultura de precisão, infraestruturas, inspeção de condutas e linhas elétricas, vigilância e prevenção de incêndios, entre muitos outros. O principal UAV da Beyond Vision, o HEIFU, é um hexacóptero de classe 3 capaz de transportar até 6 kg de carga útil, que inclui uma vasta gama de sensores e pode realizar missões totalmente autónomas utilizando o computador de bordo e um inovador controlador de voo. Em 2022, a Beyond Vision acrescentou à sua gama de produtos uma aeronave híbrida VTOne, um VTOL (Vertical Take-Off and Landing) que permite uma maior autonomia em missões de vigilância e de longo alcance, mantendo as capacidades mais importantes do hexacóptero HEIFU. Reforçando o seu compromisso com a inovação e o aperfeiçoamento, a empresa apresentou, em 2024, o BVQ418, um quadricóptero leve e portátil. Esta nova adição à linha de produtos da Beyond Vision foi apresentada na edição de 2024 do Farnborough International Airshow, acompanhada de uma demonstração ao vivo. Estas aeronaves são concebidas conforme diretrizes NATO e integram também tecnologia de inteligência artificial (IA), que permite funcionalidades avançadas como voos autónomos e deteção e rastreamento de obstáculos.

## Reconhecimento e Prémios
- Altice - Inovação internacional[28][29]
- NOS - Mundo das startups[30][31]
- Microsoft - Mundo das startups[31]
- Altice -Desafio IoT[12][32]
- Visao - Os Melhores & As Maiores do Portugal Tecnológico[33]
- EDP - Energy Starter[34]